# 1/32スケール
1/32スケールは、スケールモデルで用いられる縮尺の1つである。航空機、自動車などのプラモデルや鉄道模型、スロットカー、メタルフィギュアなどに使用される。

## 概要
1/32スケールは、鉄道模型の1番ゲージから生まれたとされる縮尺で、1フィートを縮小した時の長さから9.5mmスケールまたは3/8インチスケールとも呼ばれる。また、ホワイトメタル製などのフィギュアの分野では、平均的身長の男性を縮小した時の高さから54mmスケールとも呼ばれている。プラモデルの分野では、主に小型の航空機や大型の自動車などに使用されており、スロットカーでも主力スケールの一つとして用いられている。

## プラモデル

### ミリタリーモデル
欧米でプラモデルが普及した1950年代には、既にホワイトメタル製などの1/32スケールの兵士のフィギュアが存在していた。そのため、1950年代から1960年代にかけてモノグラムやレンウォール、ITCなどの欧米のメーカーからフィギュアに合わせた1/32スケールのミリタリーモデルが発売されていた。その後はミリタリーモデルは1/35スケールが主力となったため、エアフィックスなどの一部のメーカーを除き、フィギュア以外の1/32スケールのミリタリーモデルは作られていない。なおこのスケール（54mm）の歴史フィギュアは今もHaT、イタレリ、マスターボックスなどから発売されている。

### 航空機
1960年代の初めには既にモノグラムがP-51を1/32スケールでモデル化しているが、1/32スケールが航空機の模型に定着する元となったのは、レベルが1960年代後半に発売したスピットファイア Mk.I、Me109F、P-40Eの3点である。これらは現在でも通用するほどの繊細な機体表面のモールドと、当時としては画期的といえるコクピットやエンジンの再現度で人気を呼び、後続のキットが多数作られた。また、ハセガワなど複数のメーカーが追随して1/32スケールの航空機を発売した。
現在1/32スケールでモデル化されているのは、第一次世界大戦、第二次世界大戦中の戦闘機やヘリコプターなどの比較的小型の航空機が主であるが、He111のような第二次世界大戦中の双発爆撃機やF-14トムキャット、F-15イーグルなどの現代のジェット戦闘機もモデル化されている。

### 自動車
1950年代から1960年代にかけては、エアフィックスやモノグラム、オーロラなどのメーカーから、鉄道模型の1番ゲージにスケールを合わせたり、あるいはスロットカーのボディを流用した1/32スケールの自動車のプラモデルが多数発売されている。その後乗用車などは1/24や1/25スケールが主流となったが、トラックやトレーラー、バスなどの大型自動車は現在でも1/32スケールで作られることが多い。また、エルエスが1980年代半ばに発売した1/32スケールのアンティークファッショナブルカーシリーズは、郷愁を呼ぶ車種の選択と、安価で組立が容易な点が人気を呼び、後に1/32オーナーズクラブシリーズと改称されてエルエスの主力商品の一つとなった。エルエスの倒産後はアリイ（現マイクロエース）が金型を引き取り、新たな車種も新金型で加えている。